# نور الدين جبنون
نور الدين جبنون هو أستاذ تونسي في العلوم السياسية بجامعة جورجتاون بواشنطن.

## وصلات خارجية
- الأستاذ نور الدين جبنون يخرج غاضبا من محاضرته في ابن شرف، المشهد التونسي، 15 أبريل 2011